# Soba (Sudan)
|  | Per a altres significats, vegeu «Soba (Cantàbria)». |

Soba és una ciutat del Sudan a 15 km al sud de Khartum, a la riba est del Nil Blau a 23 km de la confluència amb el Nil Blanc, que fou la capital del regne cristià d'Aloa a Núbia (vers 600-1504). L'emplaçament de les seves ruïnes, properes a Khartum, és a l'estat d'al Jazirah. Es conserven encara les restes d'algunes esglésies en mal estat que ja no s'utilitzen per al culte. Hi ha nombroses inscripcions en nubià antic i també texts grecs. S'ha trobat una tomba reial amb inscripcions gregues. El rei d'Aloa va adoptar el cristianisme monofisita al final del segle VI quan Soba encara no era la capital, però va adquirir aquesta condició al segle ix. Va gaudir llavors de nombroses edificacions eclesiàstiques. Al seu zenit fou al segle x. Els seus costums i normes eren similars a Dongola, a la que superava en riquesa i poder. Els reis van intentar unir les dues corones per mitjà d'enllaços matrimonials, amb poc èxit. A la ciutat hi havia un barri ocupat per comerciants estrangers musulmans que aportaven a la cort els productes de luxe. Vers el 1504 fou conquerida pels funj. Materials de la ciutat foren utilitzats el 1821 per edificar Khartum.